# Peisidike (Tochter des Nestor)
Peisidike (altgriechisch Πεισιδίκη Peisidíkē) ist eine Person der griechischen Mythologie.
Peisidike ist eine Tochter des Nestor und der Anaxibia, ihre Geschwister sind Polykaste, Perseus, Aretos, Stratichos, Peisistratos, Echephron, Antilochos und Thrasymedes.